# Vinicio Marchioni
Vinicio Marchioni (Roma, 10 agosto 1975) è un attore italiano.

## Biografia
Romano di origini calabresi (la madre è originaria di Torre Melissa, in provincia di Crotone). Si è diplomato come attore nel 2000 presso la Libera Accademia dello Spettacolo di Roma, e ha debuttato nel 1995 in teatro, con associazione culturale LUDOM (Luci dall'ombra), dove vanta un ricco curriculum.
Nel 2005 ha studiato con Luca Ronconi presso il Centro Santa Cristina. In precedenza, dopo aver conseguito la maturità, si era iscritto alla facoltà di Lettere indirizzo Spettacolo dell'Università La Sapienza seguendo la sua passione per la scrittura. Per dedicarsi completamente al teatro non ha conseguito la laurea. 
Vinicio Marchioni, lievemente balbuziente, ha dichiarato di lavorare molto per limitare gli effetti della disfluenza sul proprio eloquio. Nel mese di ottobre 2018, Marchioni si iscrive al corso di laurea in Beni culturali presso l'Università di Roma "Tor Vergata".

### Carriera
Dopo aver preso parte a un episodio di R.I.S. 2 - Delitti imperfetti nel 2006, Vinicio Marchioni è diventato famoso per la sua partecipazione, nel ruolo de il Freddo, nella serie televisiva Romanzo criminale (2008-2010), diretta da Stefano Sollima, ispirata alla vera storia della cosiddetta Banda della Magliana. Sempre nel 2008 ha avuto anche una piccola esperienza come conduttore televisivo: su LA7 ha infatti presentato Città criminali, una serie di docu-fiction riguardanti i più famosi fatti di cronaca nera italiani dagli anni sessanta ai giorni nostri. 
Nel 2009 debutta sul grande schermo con Feisbum - Il film, pellicola in otto episodi ispirata al servizio di rete sociale Facebook. Nello stesso anno recita da protagonista nel film 20 sigarette, tratto dal libro Venti sigarette a Nassiriya, scritto da Aureliano Amadei, uno dei superstiti della strage di Nassiriya del 2003 e regista del film. A settembre il film viene presentato alla 67ª Mostra internazionale d'arte cinematografica di Venezia nella sezione Controcampo Italiano, di cui vince il premio e una menzione speciale è dedicata a Marchioni per la prova d'attore.
Nel 2010 ha partecipato ai videoclip Gli spietati dei Baustelle e Casting dei Mambassa. Nel 2011, per la sua interpretazione in 20 sigarette, ottiene una candidatura come miglior attore protagonista ai David di Donatello 2011. Da allora più di 40 film, tra cui le opere prime più interessanti degli ultimi anni (come Sulla strada di casa, del 2012, diretto da Emiliano Corapi e Amiche da morire, del 2013, diretto da Giorgia Farina), alternando ruoli sempre diversi sotto la guida dei maggiori registi italiani, tra cui Paolo Genovese, Paolo Virzì e Riccardo Milani.
Nel 2018 fonda assieme a Milena Mancini la Anton Art House, società con cui ha prodotto, scritto e diretto il docufilm Il terremoto di Vanja e vari spettacoli teatrali. Nel 2024 pubblica il suo primo romanzo dal titolo Tre notti.

### Vita privata
Il 6 agosto 2011 è diventato padre di un bambino, avuto dalla compagna Milena Mancini. Due settimane prima della nascita del loro figlio, hanno esordito alla regia di un videoclip, con il nuovo singolo della cantautrice romana Pilar, Cherchez la femme.
Il 24 settembre 2011 i due si sono sposati nella chiesa di Santa Rita da Cascia a Roma e il 17 ottobre 2012 nasce il loro secondogenito.

## Filmografia

### Attore

#### Cinema
- Feisbum - Il film, regia di Giancarlo Rolandi (2009)
- Diciotto anni dopo, regia di Edoardo Leo (2009)
- 20 sigarette, regia di Aureliano Amadei (2010)
- Cuore di clown, regia di Paolo Zucca (2011) – cortometraggio
- Ombre, regia di Emanuele Pica (2011) – cortometraggio
- Scialla! (Stai sereno), regia di Francesco Bruni (2011)
- Cavalli, regia di Michele Rho (2011)
- To Rome with Love, regia di Woody Allen (2012)
- Un consiglio a Dio, regia di Sandro Dionisio (2012)
- Venuto al mondo, regia di Sergio Castellitto (2012)
- Sulla strada di casa, regia di Emiliano Corapi (2012)
- Fatti corsari, regia di Stefano Petti, Alberto Testone (2012)
- Amiche da morire, regia di Giorgia Farina (2013)
- Passione sinistra, regia di Marco Ponti (2013)
- Miele, regia di Valeria Golino (2013)
- Il sud è niente, regia di Fabio Mollo (2013)
- Third Person, regia di Paul Haggis (2013)
- Tutta colpa di Freud, regia di Paolo Genovese (2014)
- Pecore in erba, regia di Alberto Caviglia (2015)
- Socialmente pericolosi, regia di Fabio Venditti (2017)
- Il contagio, regia di Matteo Botrugno e Daniele Coluccini (2017)
- The Place, regia di Paolo Genovese (2017)
- Quanto basta, regia di Francesco Falaschi (2018)
- Cronofobia, regia di Francesco Rizzi (2018)
- Ötzi e il mistero del tempo, regia di Gabriele Pignotta (2018)
- Drive Me Home, regia di Simone Catania (2018)
- Ma cosa ci dice il cervello, regia di Riccardo Milani (2019)
- Dolcissime, regia di Francesco Ghiaccio (2019)
- L'uomo del labirinto, regia di Donato Carrisi (2019)
- Villetta con ospiti, regia di Ivano De Matteo (2020)
- I predatori, regia di Pietro Castellitto (2020)
- Governance - Il prezzo del potere, regia di Michael Zampino (2021)
- Il giorno e la notte, regia di Daniele Vicari (2021)
- Supereroi, regia di Paolo Genovese (2021)
- Ghiaccio , regia di Fabrizio Moro e Alessio De Leonardis (2022)
- Siccità, regia di Paolo Virzì (2022)
- L'ombra di Caravaggio, regia di Michele Placido (2022)
- Vicini di casa, regia di Paolo Costella (2022)
- Grazie ragazzi, regia di Riccardo Milani (2023)
- Mia, regia di Ivano De Matteo (2023)
- C'è ancora domani, regia di Paola Cortellesi (2023)
- Un altro ferragosto, regia di Paolo Virzì (2024)
- Io sono un po’ matto e tu?, regia di Dario D’Ambrosi (2024)
- Diamanti, regia di Ferzan Özpetek (2024)

#### Televisione
- R.I.S. 2 - Delitti imperfetti – serie TV, episodio 2x02 (2006)
- Il falco e la colomba – serie TV, episodio 4 (2009)
- Romanzo criminale - La serie – serie TV, 22 episodi (2008-2010)
- Città criminali – docu-drama (2009)
- Crimini 2 - Luce del nord, regia di Stefano Sollima – Film TV (2010)
- X Factor - The Movie – talent show (2012) – voce narrante
- Tolleranza Zoro, regia di Diego Bianchi – video rubrica, puntata 80 (2012)
- Un mondo nuovo, regia di Alberto Negrin – film TV (2014)
- Francesco, regia di Liliana Cavani – miniserie TV (2014)
- L'Oriana, regia di Marco Turco – miniserie TV (2015)
- Luisa Spagnoli, regia di Lodovico Gasparini – miniserie TV (2016)
- 1993 – serie TV, episodi 2x01-2x06 (2017)
- 1994 – serie TV, episodi 3x01-3x06 (2019)
- Alfredino - Una storia italiana, regia di Marco Pontecorvo – miniserie TV (2021)
- Django, regia di Francesca Comencini, David Evans e Enrico Maria Artale – miniserie TV, episodi 5-6-7 (2023)
- I leoni di Sicilia – serie TV, episodio 1 (2023)

#### Videoclip
- Gli spietati dei Baustelle (2010)
- Casting dei Mambassa (2010)
- Cherchez la femme, regia di Milena Mancini (2010)
- Un mondo migliore di Vasco Rossi (2016)
- Reggime er gioco di Il muro del canto (2018)
- La musica è finita di Motta (2023)

### Regista
- La ri-partenza (2015) – cortometraggio
- Il terremoto di Vanja - Looking for Cechov (2019) – documentario

### Sceneggiatore
- La ri-partenza (2015) – cortometraggio
- Il terremoto di Vanja - Looking for Cechov (2019) – documentario

### Produttore
- Il terremoto di Vanja - Looking for Cechov (2019) – documentario

## Teatro
- Le Coefore, di Eschilo, regia di Giuseppe Marini (1998)
- Sei personaggi in cerca d'autore di Luigi Pirandello, regia di Giuseppe Marini (1999)
- Quadrat, da Samuel Beckett, regia di Giuseppe Marini (1999)
- Plauto, regia di N. Anzelmo (2000)
- Casa di bambola di Henrik Ibsen, regia di Giuseppe Marini (2002)
- Il figliastro di Massimiliano Palmese, regia di Giuseppe Marini (2002)
- Tiny Dynamite di Abi Morgan, regia di Giuseppe Marini (2003)
- Kouros, tragedia in versi di Ludovica Ripa di Meana, regia di Giuseppe Marini (2004)
- Sogno di una notte di mezza estate di William Shakespeare, regia di Giuseppe Marini (2004)
- Antigone di Sofocle, regia di Giuseppe Marini (2005)
- Nnord, testo e regia di Roberto Latini (2007)
- Itaca di Botho Strauß, regia di Luca Ronconi (2007)
- Nel bosco degli spiriti di Amos Tutuola, regia di Luca Ronconi (2008)
- Incendi di Wajdi Mouawad, regia di Stefano Ricci (2009)
- La più lunga ora, ricordi di Dino Campana, testo e regia di Vinicio Marchioni (2010)
- La commissione centrale per l’infanzia, testo e regia di David Lescot (2011)
- Un tram che si chiama Desiderio di Tennessee Williams, regia di Antonio Latella (2012)[6]
- METAmorfosi, da Apuleio, regia di Vinicio Marchioni e Milena Mancini, 2014
- La gatta sul tetto che scotta di Tennessee Williams, regia di Arturo Cirillo, 2014
- Rosencrantz e Guildenstern sono morti di Tom Stoppard, regia di Leo Muscato, 2015
- Uno Zio Vanja, da Čechov, adattamento di Letizia Russo, regia di Vinicio Marchioni, 2017
- Caligola di Albert Camus, interpretato e diretto da Vinicio Marchioni, 2019
- I soliti ignoti di Antonio Grosso e Pier Paolo Piciarelli, regia di Vinicio Marchioni, 2019/20
- Sposerò Biagio Antonacci, scritto e interpretato da Milena Mancini, regia di Vinicio Marchioni, 2020
- Illusioni di Ivan Vyrypaev, regia di Vinicio Marchioni, 2021
- Chi ha paura di Virginia Woolf? di Edward Albee, regia di Antonio Latella, 2022-2023
- In Vino veritas, scritto, diretto e interpretato da Vinicio Marchioni, 2023-2025

## Audiolibri
- Una gomma e una matita di Giorgio Faletti, Emons Audiolibri, 2009
- La vera storia del pirata Long John Silver di Björn Larsson, Emons Audiolibri, 2015
- Il cerchio celtico di  Björn Larsson,  Emons Audiolibri, 2018
- Crepuscolo di Kent Haruf, Emons Audiolibri, 2019
- La città dei vivi di Nicola Lagioia, Emons Audiolibri, 2023

## Opere
- Tre notti, Rizzoli, 2024, ISBN 978-88-171-8828-9.

## Riconoscimenti
- Nastri d'argento 2011 - Premio Guglielmo Biraghi per 20 sigarette
- Roma Fiction Fest 2009 - Migliore attore per la categoria Lunga Serie per Romanzo criminale - La serie
- Premio simpatia 2009 - Ritirato in Campidoglio
- Festival di Venezia 2010: Premio Controcampo italiano - Menzione Speciale
- Festival di Venezia 2010: Premio Francesco Pasinetti - Menzione Speciale
- Festival di Venezia 2011: Premio Guglielmo Biraghi - Miglior attore dell'anno per 20 sigarette
- Roma Fiction Fest 2011 - Migliore attore per Romanzo criminale - La serie
- Annecy cinéma italien 2011 - Miglior interpretazione maschile per Sulla strada di casa
- Incontri del cinema d'essai 2011 - Premio Fice
- Premio Pipolo 2012 - Personalità emergente del panorama cinematografico italiano
- Nastri d'argento 2012 Nomination come Miglior Attore non protagonista per Scialla! (Stai sereno) e Cavalli (film)
- Ciak d'oro 2012 Nomination come Miglior Attore non protagonista per Scialla! (Stai sereno)
- Nastri d'argento 2018 Nomination come Migliore Attore non protagonista per The Place e Il contagio
- Ischia Film Festival 2019 Premio come Miglior Attore protagonista per Cronofobia
- Festival del Cinema Europeo 2019, Premio come Miglior Attore europeo per Cronofobia
- Nastri d'argento 2020, Nomination per il miglior documentario per Il terremoto di Vanja
- Nastri d'argento 2021, Nomination come Miglior Attore non Protagonista per Governance - Il prezzo del potere
- Ciak d'oro 2021, Nomination come Miglior Attore non protagonista per Governance - Il prezzo del potere
- Bif&st - Premio Vittorio Gassmann 2022 - Migliore Attore protagonista per Ghiaccio